# Мадиев, Жаслан Хасенович
Жаслан Хасенович Мадиев (каз. Жаслан Хасенұлы Мәдиев; род. 13 июня 1983, Алма-Ата, Казахская ССР, СССР) — казахстанский государственный деятель. Министр цифрового развития, инноваций и аэрокосмической промышленности Республики Казахстан с 6 мая 2024 года.

## Биография
Родился 13 июня 1983 года в городе Алма-Ата. В 2004 году окончил Казахский национальный университет имени аль-Фараби по специальности «Мировая экономика и международные финансы». Позже получил степень MPA Школы международных и общественных отношений при Колумбийском университете по программе «Болашак» и MBA в Школе менеджмента Слоуна при Массачусетском технологическом институте.

## Семья
- Свекорь: Турганов, Дюсенбай Нурбаевич[2]

## Карьера
Начал карьеру в банковской сфере, в том числе, Альянс Банк и Morgan Stanley. Также работал в квазигосударственных структурах и Национальном банке Казахстана.
- октябрь 2020—январь 2022 года — заместитель Председателя Агентства по стратегическому планированию и реформам;
- с октября 2022 года — генеральный менеджер Binance Kazakhstan.